# 索河畔勒布雄
索河畔勒布雄（法語：Le Bouchon-sur-Saulx，法語發音：[lə buʃɔ̃ syʁ so]）是法国默兹省的一个市镇，属于巴勒迪克区。

## 地理
索河畔勒布雄（48°37'2"N, 5°13'49"E）面积5.42 平方千米，位于法国大東部大區默兹省，该省份为法国西北部内陆省份，北与比利时接壤，西接马恩省和阿登省，南至上马恩省和孚日省，东临默尔特-摩泽尔省。
与索河畔勒布雄接壤的市镇（或旧市镇、城区）包括：索河畔达马里、富谢尔欧布瓦、利尼昂巴鲁瓦、索河畔梅尼勒。

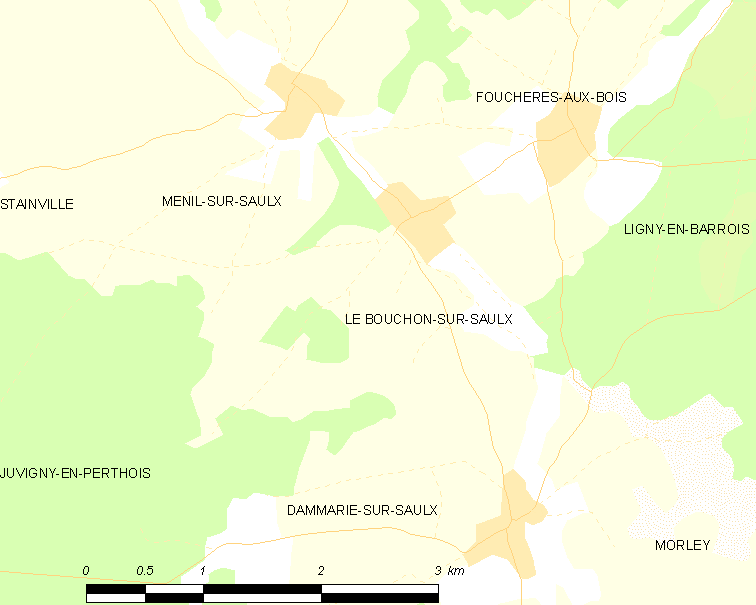
索河畔勒布雄的OSM定位图

索河畔勒布雄的时区为UTC+01:00、UTC+02:00（夏令时）。

## 行政
索河畔勒布雄的邮政编码为55500，INSEE市镇编码为55061。

## 政治
索河畔勒布雄所属的省级选区为利尼昂巴鲁瓦县。

## 人口

1962-2008年间索河畔勒布雄人口变化图示

索河畔勒布雄于2022年1月1日时的人口数量为232人。